# Odontotaenius striatopunctatus
Odontotaenius striatopunctatus là một loài bọ cánh cứng trong họ Passalidae.

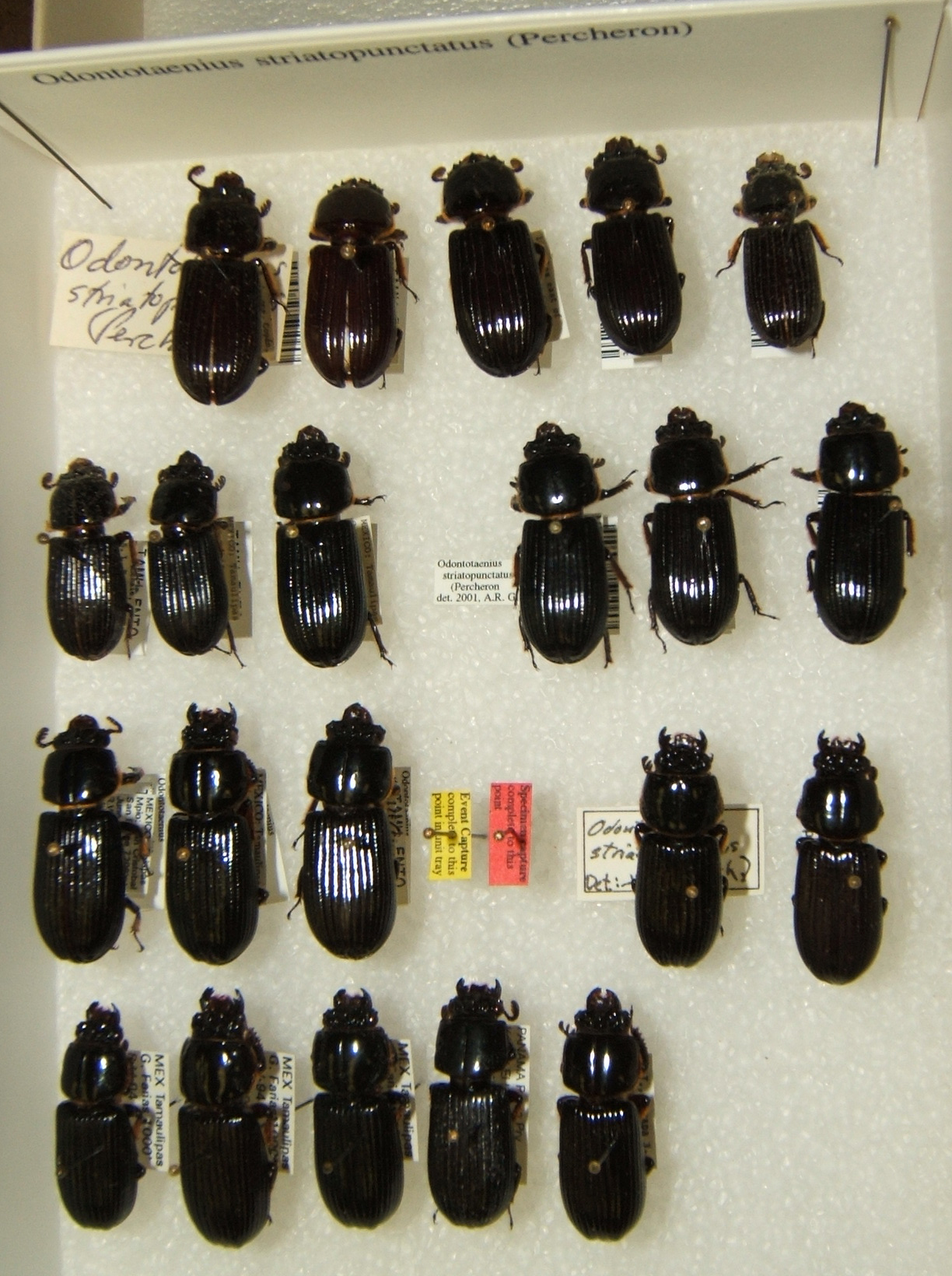
Odontotaenius striatopunctatus variation